# Torrent de Na Borges
El torrent de na Borges és amb de més de 40 km de longitud, el curs d'aigua més llarg de Mallorca. Alhora recull l'aigua d'una de les conques hidrogràfiques més grans de l'illa amb més de 330 km². Aquest curs d'aigua no és permanent, però porta aigua bona part de l'any, sobretot el curs mitjà i baix. Neix entre Manacor i Felanitx, corre cap al nord, travessa els municipis de Vilafranca de Bonany, Petra, i Santa Margalida i arreplega les aigües de l'oest de les serres de Llevant.
Drena bona part del Pla, i donada la seva situació, des de ben antic els seus marges s'han conreat i se n'han aprofitat les aigües per al regadiu, amb interessants estructures hidràuliques. Tot i la gran humanització que ha patit el torrent encara es conserven interessants boscos de ribera i ullastrars. Un cop travessa el Pla, desemboca a la badia d'Alcúdia, entre els municipis d'Artà i Santa Margarida vora Son Serra de Marina, i forma un petit aiguamoll anomenat pantà del bisbe, envoltat de canyís, on habiten gran quantitat d'ocells i llisses.
Part de la conca del torrent forma part de L'ANEI torrent de na Borges.